# Departamento de Bomberos y Rescate de Miami-Dade
El Departamento de Bomberos y Rescate de Miami-Dade (Miami-Dade Fire Rescue Department, MDFR) es el departamento de bomberos del condado de Miami-Dade, Florida, Estados Unidos. Tiene su sede en Doral. Alan Cominsky es el jefe del departamento.

## Rescate Aéreo
El Buró de Rescate Aéreo de Miami-Dade Fire Rescue (MDFR) brinda servicios médicos aéreos regionales, búsqueda y rescate, extinción de incendios aéreos y apoyo táctico a las operaciones de MDFR, a los municipios locales y agencias gubernamentales a nivel estatal y federal.
Los helicópteros MDFR transportan a pacientes con traumatismos gravemente heridos a centros de traumatología de nivel I aprobados por el estado. Las tripulaciones de vuelo están capacitadas en disciplinas tácticas adicionales necesarias para desplegar personal y equipo en misiones de búsqueda y rescate, operaciones de extinción de incendios y reconocimiento de incidentes grandes como incendios forestales y eventos catastróficos.